# Stazione meteorologica di Anterselva di Mezzo
La stazione meteorologica di Anterselva di Mezzo (in tedesco Wetterstation Antholz-Mittertal) è la stazione meteorologica di riferimento per il servizio meteorologico regionale relativa all'omonima località del comune di Rasun Anterselva.

## Coordinate geografiche
La stazione meteorologica si trova nell'area climatica dell'Italia nord-orientale, nel Trentino-Alto Adige, in provincia di Bolzano, nel comune di Rasun Anterselva, nella località di Anterselva di Mezzo (Antholz-Mittertal) a 1.236 metri s.l.m. e alle coordinate geografiche 46°51′N 12°06′E.

## Dati climatologici
In base alla media trentennale di riferimento (1961-1990), la temperatura media del mese più freddo, gennaio, si attesta a -3,6 °C; quella del mese più caldo, luglio, è di +15,9 °C.
Le precipitazioni medie annue si aggirano attorno agli 850 mm, mediamente distribuite in 100 giorni, con un minimo invernale, stagione in cui si verificano generalmente a carattere nevoso, ed un picco in estate, stagione in cui possono verificarsi frequenti temporali per il contrasto di diverse masse d'aria, favorito dalla vicinanza della catena alpina.
| Anterselva di Mezzo | Mesi | Mesi | Mesi | Mesi | Mesi  | Mesi  | Mesi  | Mesi  | Mesi | Mesi | Mesi | Mesi | Stagioni | Stagioni | Stagioni | Stagioni | Anno  |
| Anterselva di Mezzo | Gen  | Feb  | Mar  | Apr  | Mag   | Giu   | Lug   | Ago   | Set  | Ott  | Nov  | Dic  | Inv      | Pri      | Est      | Aut      | Anno  |
| ------------------- | ---- | ---- | ---- | ---- | ----- | ----- | ----- | ----- | ---- | ---- | ---- | ---- | -------- | -------- | -------- | -------- | ----- |
| T. max. media (°C)  | 1,3  | 3,4  | 6,7  | 10,8 | 15,4  | 19,0  | 21,8  | 21,3  | 18,6 | 13,4 | 6,2  | 1,7  | 2,1      | 11,0     | 20,7     | 12,7     | 11,6  |
| T. min. media (°C)  | −8,5 | −7,2 | −3,4 | 0,7  | 4,9   | 8,0   | 10,0  | 9,5   | 6,5  | 2,2  | −2,9 | −7,2 | −7,6     | 0,7      | 9,2      | 1,9      | 1,1   |
| Precipitazioni (mm) | 35,2 | 30,0 | 39,6 | 56,3 | 100,9 | 108,2 | 124,8 | 134,6 | 76,1 | 53,8 | 56,5 | 34,8 | 100,0    | 196,8    | 367,6    | 186,4    | 850,8 |
| Giorni di pioggia   | 6    | 4    | 6    | 8    | 12    | 12    | 12    | 13    | 8    | 6    | 7    | 6    | 16       | 26       | 37       | 21       | 100   |